# Gabino Diego
Gabino Diego Solís (Madrid, 18 settembre 1966) è un attore e sceneggiatore spagnolo.
Ha vinto un Goya nel 1990 per la pellicola di Carlos Saura ¡Ay, Carmela!.

## Biografia
Abbandona gli studi per dedicarsi completamente al cinema. La sua prima esperienza gli viene offerta con la trasposizione cinematografica dell'opera Las bicicletas son para el verano di Fernando Fernán Gómez. L'autore fu particolarmente colpito dalla sua interpretazione e lo scritturò nel film successivo, Il viaggio in nessun luogo, uno dei maggiori incassi del cinema spagnolo.
Nel 1990, per lui arriva il successo con il film di Carlos Saura, ¡Ay, Carmela! per il quale vinse il Premio Goya per il miglior attore non protagonista. Come nei precedenti casi, anche qui Gabino Diego interpreta la parte di un personaggio infelice, sofferente per la morte di qualcuno (in questo caso della sua migliore amica). Questa interpretazione gli fruttò anche la candidatura come miglior attore non protagonista agli European Film Awards 1990.
Ha partecipato alla pellicola premio Oscar Belle Époque, dove fu diretto da Fernando Trueba.
A partire dagli anni 2000, si è dedicato completamente al teatro, oltre che al cinema. Ha partecipato anche al videoclip musicale di Alejandro Sanz del suo successo El alma al aire.

## Filmografia principale
- Las bicicletas son para el verano, regia di Jaime Chávarri (1983)
- Il viaggio in nessun luogo (El viaje a ninguna parte), regia di Fernando Fernán Gómez (1986)
- ¡Ay, Carmela!, regia di Carlos Saura (1990)
- Belle Époque, regia di Fernando Trueba (1992)
- Così in cielo come in terra (Asi en cielo como en la tierra), regia di José Luis Cuerda (1995)
- Two Much - Uno di troppo (Two Much), regia di Fernando Trueba (1995)

## Doppiatori italiani
- Alessio Cigliano in Belle Époque
- Vittorio De Angelis in Two Much - Uno di troppo